# Takhtakupir
Takhtakupir (in karakalpak e uzbeco Taxtako‘pir; in russo Тахтакупыр) è una città di 29.036 abitanti (calcolati per il 2010), capoluogo del distretto di Takhtakupir nella repubblica autonoma del Karakalpakstan, in Uzbekistan. Si trova circa 100 km a nord-est di Nukus.